# Phragmotheca leucoflora
Phragmotheca leucoflora är en malvaväxtart som beskrevs av D.R. Simpson. Phragmotheca leucoflora ingår i släktet Phragmotheca och familjen malvaväxter. Inga underarter finns listade i Catalogue of Life.